# Boubagar Soumana
Boubagar Soumana ist ein ehemaliger nigrischer Boxer.
Bei den Olympischen Sommerspielen 1984 in Los Angeles war er Fahnenträger der nigrischen Mannschaft. Er trat im Federgewichtsturnier an, wo er in seinem ersten Kampf gegen den Kanadier Stephen Pagendam ausschied.